# Klasse A 1911/1912
Třetí ročník Klasse A 1911/1912 (Lucemburské fotbalového mistrovství) se konal od září 1911 do dubna 1912.
Turnaje se zúčastnili čtyři kluby, které hrály systémem každý s každým v jedné skupině. Vítězem turnaje se stal poprvé ve své klubové historii US Hollerich/Bonneweg.